# Parque ecológico Yvaga Guazú
El Parque Ecológico Yvaga Guazú, es un área privada protegida, ubicada en el suroeste de la ciudad de Santa Cruz de la Sierra, Bolivia, sobre la avenida "Doble Vía La Guardia". Fue creado en 1979 sobre una superficie de 14 hectáreas por la paisajista Rebeca Rozenman Attie y su esposo Francisco Hubsch, con su nombre en guaraní que significa 'paraíso grande'. Cuenta con 15 senderos que permiten al visitante ver 850 especies de plantas nativas y exóticas, una colección de 200 especies de orquídeas nativas, parabas multicolores y más de 135 especies de mariposas. Este parque ha sido reconocido como el primer parque certificado por Green Globe 21 en América del Sur, que es un sistema de certificación en sostenibilidad que ha sido desarrollado exclusivamente para la industria del turismo.